# 533 TCN
533 TCN là một năm trong lịch La Mã.